# 艾瓦勒克

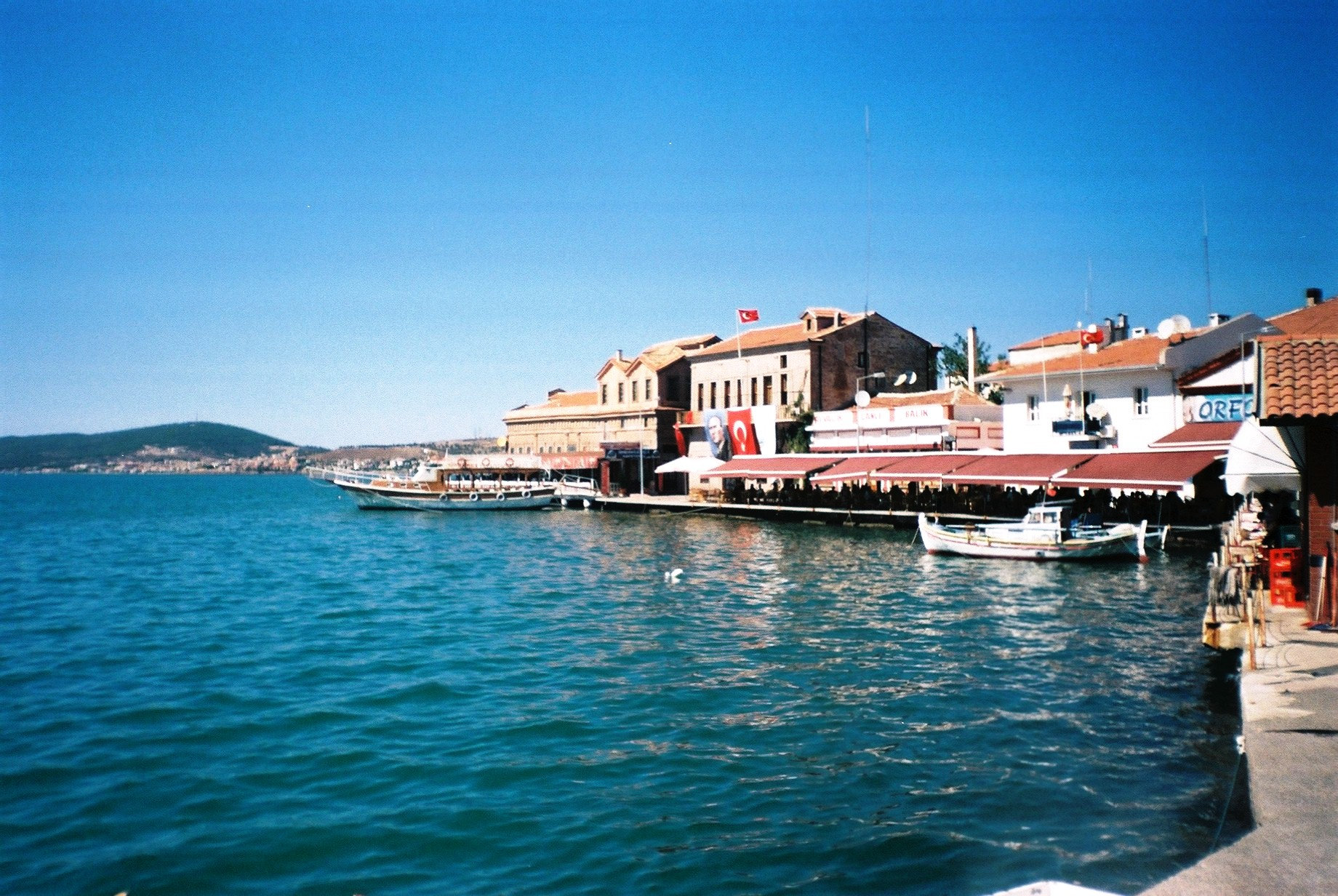
艾瓦勒克的海濱

艾瓦勒克（土耳其語：Ayvalık）是土耳其的城鎮，由巴勒克埃西爾省負責管轄，位於該國西部，面積265平方公里，海拔高度1公尺，該鎮自史前時代有人類居住，2010年人口63,627。

## 外部連結
- Cunda Island （页面存档备份，存于）
- Panoramic pictures of island Tr （页面存档备份，存于）
- Pictures of Ayvalik and Alibey Island Tr （页面存档备份，存于）
- AYKUSAD, Ayvalık Association of Culture and Arts (Turkish)
- Pictures of Ayvalik （页面存档备份，存于）
- mO architectural office in ayvalik （页面存档备份，存于）
- Cunda